# Пікачо-де-Дьябло
«Пік диявола», або «Пагорб зачарованих» (ісп. Picacho del Diablo, Cerro de la Encantada)), — гора на півострові Каліфорнія в штаті Нижня Каліфорнія (Мексика). Пік розміщений у гірському пасмі Сьєрра-де-Сан-Педро-Мартир. Найвища вершина Нижньої Каліфорнії і 35-та вершина Мексики.

## Географія
Висота над рівнем моря — 3096 м (відносна вислота 2115 м). Пік розташований на території муніципалітету Мехікалі за 175 км на південь від міста Мехікалі, трохи більше ніж за 52 км на захід від узбережжя Каліфорнійської затоки і порту Сан-Феліпе і приблизно за 91 км на схід від узбережжя Тихого океану. Приблизно за 10 км від Пікачо-де-Дьябло розташована Мексиканська національна астрономічна обсерваторія Сан-Педро-Мартир, дорога до якої є найближчою до піку.